# Långskottet (Lemland, Åland)
Långskottet är skär i Åland (Finland). De ligger i den södra delen av landskapet, 23 km söder om huvudstaden Mariehamn.
Terrängen runt Långskottet är mycket platt. Trakten är glest befolkad. Närmaste större samhälle är Lemland, 19,8 km norr om Långskottet. 